# Eonycteris spelaea
Eonycteris spelaea је врста слепог миша из породице великих љиљака (Pteropodidae).

## Распрострањење
Ареал врсте Eonycteris spelaea обухвата већи број држава.
Врста има станиште у Кини, Индији, Тајланду, Бурми, Лаосу, Вијетнаму, Малезији, Индонезији, Филипинима, Источном Тимору, Брунеју, Камбоџи, Непалу и Сингапуру.

## Станиште
Станиште врсте су шуме. Врста је по висини распрострањена од нивоа мора до 1.000 метара надморске висине.

## Начин живота
Храни се нектаром из цвећа.

## Угроженост
Ова врста је наведена као последња брига, јер има широко распрострањење и честа је врста.